# Zootrophion beloglottis
Zootrophion beloglottis är en orkidéart som först beskrevs av Rudolf Schlechter, och fick sitt nu gällande namn av Carlyle August Luer. Zootrophion beloglottis ingår i släktet Zootrophion och familjen orkidéer. Inga underarter finns listade i Catalogue of Life.